# Gács Anna
Gács Anna (Budapest, 1970. december 30.) magyar irodalomkritikus, szerkesztő, fordító.

## Életpályája
Szülei: Gács Gábor és Péter Ágnes. 1989-ben érettségizett az ELTE Radnóti Miklós Gyakorlóiskolában. 1989–1995 között az ELTE Bölcsészettudományi Kar magyar nyelv és irodalom, 1991–1997 között esztétika szakos hallgatója volt.
1994 óta a József Attila Kör tagja, 1997–1999 között a JAK Füzetek szerkesztője volt. 1997 óta a Szépírók Társasága tagja. 1997–2004 között a Magyar Írószövetség tagja. 1999–2000 között a Londoni Egyetem lektora. 2002-ben PhD fokozatot szerzett. 2000-től az ELTE Művészetelmélet és Médiakutató Intézetében, 2020-tól a BME Szociológia és Kommunikáció Tanszékén tanít.
2002 és 2011 között a Mindentudás Egyeteme honlap olvasószerkesztője, 2004–2007 között a Beszélő szerkesztője. Az Oktatói Hálózat alapító tagja (2012–). 2015-től 2018-ig a Szépírók Társasága elnöke. A BME Művészeti Rezidenciaprogram alapítója és két évig (2022-2024) vezetője.
Kutatási területe a kortárs irodalom és művészet, irodalomelmélet és médiaelmélet, a kortárs önéletrajz-kultúra.

## Magánélete
1999-2024 között Csuhai István kritikus, szerkesztő, fordító házastársa volt. Két fiuk született: Miklós (2005) és Dániel Ádám (2010).

## Művei
- Adoptációk. Film és irodalom egymásra hatása; szerk. Gács Anna, Gelencsér Gábor; JAK–Kijárat, Bp., 2000 (JAK)
- Miért nem elég nekünk a könyv. A szerző az értelmezésben, szerzőség-koncepciók a kortárs magyar irodalomban; Kijárat, Bp., 2002
- Páldi Lívia–Gács Anna: Kis Varsó; Műcsarnok, Bp., 2003 (angolul is: Little Warsaw)
- A folyóiratok kultúrája az elektronikus kor szemszögéből; szerk. Gács Anna; L'Harmattan, Bp., 2007
- Emlékkerti kőoroszlán. Írások György Péter 60. születésnapjára; szerk. Orbán Katalin, Gács Anna; Eötvös Loránd Tudományegyetem Bölcsészettudományi Kar; Bp., 2014
- A vágy, hogy meghatódjunk. Tanulmányok a kortárs önéletrajz-kultúráról; Magvető, Bp., 2020
- Art Residency at BME / BME Művészeti Rezidenciaprogram 2022-2024, szerk. Gács Anna, Budapest: BME, 2024

## Díjai, ösztöndíjai
- Móricz Zsigmond-ösztöndíj (1996)
- az MTA Bolyai János Kutatói Ösztöndíja (2015-18)
- Déry Tibor-díj (2021)[2]
- Szépíró-díj (2024)[3]